# Festival de Cine Italiano de Madrid
El Festival de Cine Italiano de Madrid es un Festival de cine que se tiene cada fin de año. Es organizado por Cinecittà Luce desde su primera edición que tuvo lugar en el 2008. Cuenta con una selección de películas presentadas en los festivales de Venecia, de Cannes, de Locarno, de Toronto y de Roma. 
El Festival consta de tres secciones cada una con diez películas: 
- los largometrajes
- los documentales
- los cortometrajes

En general el jurado asigna tres premios:
- premio a la Carrera
- premio al Mejor Documental
- premio al Mejor Cortometraje

## Cronología y Programación

### 1ª edición (2008)
Largometrajes
- Gomorra, de Matteo Garrone
- Galantuomini, de Edoardo Winspeare
- Il papà di Giovanna, de Pupi Avati
- Il passato è una terra straniera, de Daniele Vicari
- Il resto della note, de Francesco Munzi
- Lezione 21, de Alessandro Baricco
- Machan - La vera storia di una falsa squadra, de Uberto Pasolini
- Mar nero, de Federico Bondi
- Un altro pianeta, de Stefano Tummolini

Documentales
- Bellissime 2, de Giovanna Gagliardo
- Il fantasma di Corleone, de Marco Amenta
- Il mondo adosso, de Costanza Quatriglio
- Il passaggio della linea, de Pietro Marcello
- In un altro paese, de Marco Turco
- Sorelle, de Marco Bellocchio
- Un'ora sola ti vorrei, de Alina Marazzi
- Volevo solo vivere, de Mimmo Calopresti

Cortometrajes
- Adil & Yusuf, de Carlo Noce
- Alba, de Giorgia Farina
- Homo homini lupus, de Matteo Rovere
- Please leave a message, de Elisa Fuksas
- Polistirene, de Anna Franceschini
- Sonderbehandlung, de Carlo Michele Schirinzi
- Uova, de Alessandro Celli
- 4 B movie, de Antonello Matarazzo

### 2ª edición (2009)
Largometrajes
- Baarìa, de Giuseppe Tornatore
- L'uomo che verrà, de Giorgio Diritti
- Giulia non esce la sera, de Giuseppe Piccioni
- La doppia ora, de Giuseppe Capotondi
- Vincere, de Marco Bellocchio
- Il compleanno, de Marco Filiberti
- Lo spazio bianco, de Francesca Comencini
- Cosmonauta, de Susanna Nicchiarelli
- Alza la testa, de Alessandro Angelini
- Il grande sogno, de Michele Placido
- Oggi sposi, de Luca Licini

Documentales
- Io, la famiglia rom e Woody Allen, de Laura H.
- Puniccio lovero, de Pippo Mezzapesa
- Signori professori, de Maura Delpero
- Strade d'acqua, de Augusto Contento
- Armando testa, povero ma moderno, de Pappi Corsicato
- Armando e la politica, de Chiara Malta
- Latta e caffè - Riccardo Dalisi, Napoli e il teatro della decrescita, de Antonello Matarazzo
- H.O.T., de Roberto Orazi
- Rumore bianco, de Alberto Fasulo
- Pietro Germi. Il bravo, il bello e ..., de Claudio Bondì

Cortometrajes
- Uerra, de Paolo Sasanelli
- L'arbitro, de Paolo Zucca
- U'sciroccu, de Marta Palazzo
- L'amore è un giogo, de Andrea Rovetta
- Nuvole e mani, de Simone Massi
- Muto, de Blu
- TV, de Andrea Zaccariello
- Luigi Indelicato, de Bruno y Fabrizio Urso
- Mille giorni di vito, de Elisabetta Pandimiglio
- Il gioco, de Adriano Giannini

### 4ª edición (2011)
Largometrajes
- Corpo celeste, de Alice Rohrwacher
- Gli Sfiorati, de Matteo Rovere
- Il mio domani, de Marina Spada
- Il villaggio di cartone, de Ermanno Olmi
- Isole, de Stefano Chiantini
- L’estate di Giacomo, de Alessandro Comodin
- L'ultimo terrestre, de Gianni Pacinotti
- Là-Bas, de Guido Lombardi
- Ruggine, de Daniele Gaglianone
- Scialla! (Stai sereno), de Francesco Bruni
- Sette opere di Misericordia, de Gianluca De Serio y Massimiliano De Serio

Documentales
- Andata e ritorno, de Donatella Finocchiaro
- Fughe e Approdi, de Giovanna Taviani
- Il valzer dello zecchino - Viaggio in Italia a tre tempi, de Vito Palmieri
- Piazza Garibladi, de Davide Ferrario
- Piero Guccione, verso l’infinito, de Nunzio Massimo Nifosì
- Pugni chiusi, de Fiorella Infascelli
- Questa storia qua, de Alessandro Paris y Sibylle Righetti
- Quiproquo, de Elisabetta Sgarbi
- Ritals, de Sophie e Anna Lisa Chiarello
- Schuberth - L’atelier della dolce vita, de Antonello Sarno

Cortometrajes
- Armandino e il Madre, de Valeria Golino
- Il pianeta perfetto, de Austillo Smeriglia
- Jody Delle Giostre, de Adriano Sforzi
- Linea nigra, de Anna Gigante
- Omero bello di Nonna, de Marco Chiarini
- Passing time, de Laura Bispuri
- Rita, de Fabio Grassadonia y Antonio Piazza
- Salvatore, de Bruno y Fabrizio Urso
- Sotto casa, de Alessia Lauria
- Vomero Travel, de Guido Lombardi